# Galtara turlini
Galtara turlini là một loài bướm đêm thuộc phân họ Arctiinae, họ Erebidae.